# Arnaldo Forlani
Arnaldo Forlani (Pesaro 8. prosinca 1925.) talijanski je političar. Obnašao je dužnost premijera od 18. listopada 1980. do 19. lipnja 1981.
Završio je studij prava na sveučilištu u Urbinu, i postao je član stranke Kršćanska Demokracija. Bio je tajnik stranke u provinciji Urbino, od 1954. član uprave, zamjenik predsjednika od 1962. do 1969., a od 1969. do 1973. tajnik stranke. Predsjednik stranke postaje 1989. godine. 
Arnaldo Forlani je prvi put izabran u zastupnički dom 1958. Obnašao je nekoliko dužnosti u vladi; bio je od 1968. do 1969. ministar unutarnjih poslova, a 1969. bio je ministar bez portfelja (zadužen za odnose s NATOm), ministar obrane postaje 1974., od 1976. do 1979. bio je ministar vanjskih poslova a premijer Italije bio je od 1980 do 1981.
Forlani je bio član Europskog parlamenta od 1989. do 1993. godine.

## Vanjske poveznice
- Arnaldo Forlani na stranicama Europskog parlamenta